# جيب جبهي

الجيوب جانب الأنفية

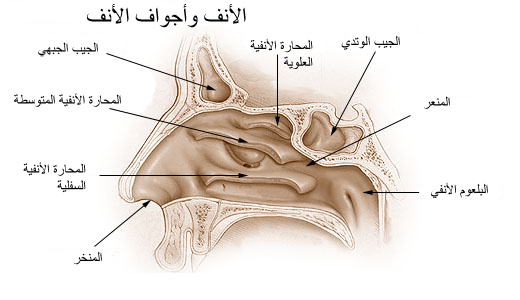
مقطع سهمي يوضح جوف الأنف والجيبان الجبهي والوتدي

الجيب الجبهي هو أحد الجيوب المجاورة للأنف، يتوضع في العظم الجبهي ويوجد جيب في كل جانب خلف كل قوس حاجبية، ونادرا ما يكون الجيبان متناظرين. الحاجز الفاصل بين الجيبين الجبهيين يميل باتجاه أحدهما.

## الأبعاد
الأبعاد التقريبية للجيب الجبهي هي كما يلي: الارتفاع 3 سم، العرض 2.5 سم، والعمق 2.5 سم.

## النزح
ينزح الجيب الجبهي عبر القناة الجبهية الأنفية إلى القمع الغربالي والذي يفتح بدوره صمن الفرجة الهلالية في الصماخ الأوسط للأنف.

## التعصيب والتغذية الشريانية
يتم تعصيب وتغذية الجيب الجبهي عبر العصب فوق الحجاج والشريان فوق الحجاج.